# Antonius Schultingh

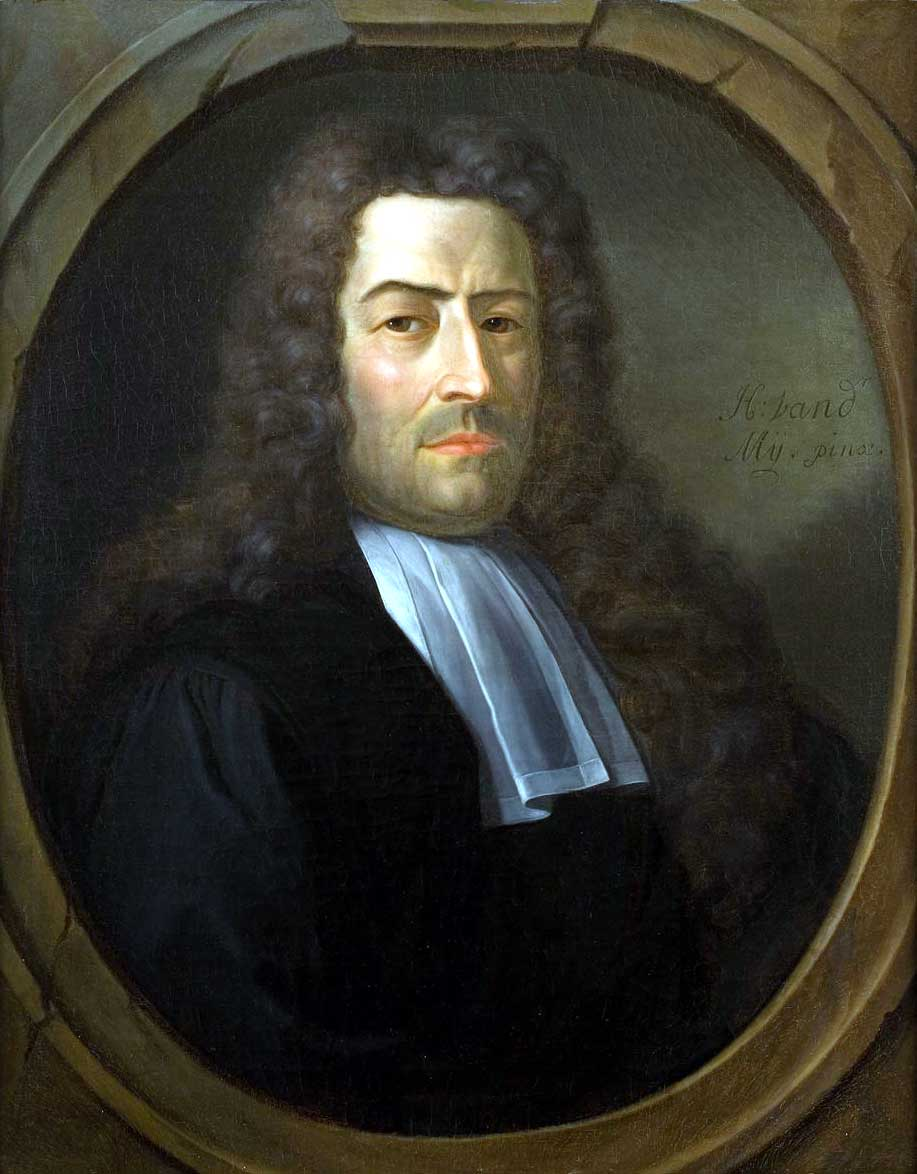
Antonius Schultingh

Antonius Schultingh (auch: Anton Schulting, Schultingius; * 23. Juli 1659 in Nijmegen; † 12. März 1734 in Leiden) war einer der wichtigsten Vertreter der niederländischen humanistischen Rechtsschule und wurde oft bezeichnet als der niederländischen Cujacius.

## Leben
Der Sohn des Professors am Athenaeum und Literaten in Nijmegen Johannes Schultingh (1630–1666) und dessen Frau Katharina van den Bergh, hatte bereits in frühester Jugend seinen Vater verloren, so dass sich die Mutter um seine Erziehung kümmern musste. Der Holländische Krieg nötigte die Familie, nach Dordrecht und Leiden zu fliehen. Hier besuchte Schultingh die Trivialschule und ließ sich am 19. September 1675 an der Universität Leiden immatrikulieren. Zunächst absolvierte er ein Studium der philosophischen Wissenschaften, jedoch auf Zuspruch des Professors für Rhetorik und Geschichte Theodorus Rijcke wechselte er an die juristische Fakultät. Hier wurden Johannes Friedrich Böckelmann (1632–1681) und Johannes Voet (1647–1713) seine Lehrer.
Nach abgeschlossener Promotion 1683 mit der Disp. de naturali obligatione (Leiden 1683), setzte er als Privatlehrer seine Ausbildung fort. Von großem Einfluss auf den jungen Gelehrten war damals die Ankunft Gerard Noodt (1647–1725). Nachdem Jodocus von Gesseler 1688 verstorben war, wurde er am 7. April 1691 Professor der Rechte an der Universität Harderwijk, welches Amt er mit der Rede de Optimo genere interpretum juris civilis antrat. 1693 übernahm er mit der Rede Oratio de militia advocatorum (Harderwijk 1694), das Rektorat der Alma Mater. Am 16. November 1694 wurde er an die Universität Franeker berufen, welches Amt er am 14. März 1695 mit der Rede Oratio qua disquirttur, culpandusne sit Tribonianus, quod Ictorum, qui stante libera reipublica Romana claruere, scripta suppresserit, de posteriorum, qui sub Imperatoribus floruere, responsa in Pandectas retulerit (Franeker 1695) übernahm.
In Franeker entwickelte er sich zu einem bedeutenden Rechtsgelehrten seiner Zeit. Vor allem kamen ihm hier seine Kenntnisse der römischen Geschichte zugute. Er beteiligte sich auch hier an den organisatorischen Aufgaben der Hochschule und übernahm 1701/02 und 1711/12 das Rektorat der Alma Mater, zu welchen Anlässen er die Reden de Jurisprudentia M.T. Ciceronis (Franeker 1702) und de Jurisprudentia historica (Franeker 1712) hielt. Am 9. November 1713 übernahm er an der Universität Leiden mit der Rede de Caussis praestantiae juris Romani die erste Professur des römischen Rechts an der juristischen Fakultät. Dieses hatte er bis zu seinem Tod, zwanzig Jahre lang inne. Zudem beteiligte er sich dort auch an den organisatorischen Aufgaben der Hochschule und war dort 1717/18 Rektor der Alma Mater.

## Wirken
Seine zahlreichen wissenschaftlichen Arbeiten, welche ihm die Bezeichnung des Niederländischen Cujacius eintrugen, bewegen sich vorwiegend auf dem juristisch-philologischen Grenzgebiete. Außer seinem Hauptwerk über die Jurisprudenz von Justinian, bearbeitete er mit seltenem Scharfsinn und Fleiß verschiedene Rechtsmaterien. Zum Beispiel in seiner Antrittsrede in Harderwijk über die beste Erklärung des Rechts. Seine akademischen Abhandlungen, so wie die von Johann Jacob Vitriarius (1679–1745) auf ihn gehaltene Leichenrede erschienen von Prof. Johann Friedrich Uhl (1714–1790) in Frankfurt an der Oder, in 4 Teilen in Halle (Saale) im Druck erschienen. 1799 gab Professor Nicolaus Smallenburg (1761–1836) zur Probe Noten zu einigen Titeln der Pandekten von Schutting, 1804 den ersten, 1809 den zweiten, 1820 den dritten und 1824 den vierten Teil dieser Noten, welche jedoch nur bis zum 27. Buche gehen, mit Anmerkungen des Herausgebers heraus.
Schutting, den auch Christoph Saxe 1714–1806 den niederländischen Cujacius nennt, war auch ein großer Kenner der griechischen und lateinischen Literatur und sogar der Kirchenväter, wovon er genügend Beweise in seinen Anmerkungen zur Jurisprudentia Antijustinianea und zu den Pandekten geliefert hatte. Alle seine Dissertationes, Orationes und besonders seine Enarratio der vier ersten Bücher der Pandekten (die er, wie man sagt, er nicht fortsetzte, um nicht mit Noodt zu kollidieren), und seine Theses controversae lassen überall den scharfsinnigen und überaus gebildeten Juristen erkennen.

## Werke
- Orat. Rectorales de Jurisprudentia M.T. Ciceronis. Franeker 1702.
- Dissertationes de recusatione Iudicis; pro rescriptis Imp. Romanorum; de transactione super contriversiis, quae ex ultimis voluntatibus nascurtur, etiam non inspectis vel cognitis, Morum verbis, recte ineunda. Accedit Oratio de Juris prudentiia M.T. Ciceronis. Franeker 1708.
- Dissertatio de Jurispr. historica. Franeker 1712.
- Dissertatio de recusatione judicis pro rescriptis Imp. Rom. Leiden 1714.
- Oratio funebris in Jubitum Jac. Perizonii. Leiden 1715.
- Jurisprudentia vetus Anteiustinianea, cum duabus Orationibus, inaugurali Franequerana, alteraque de Jurisprudentia Historica. Leiden 1717, Leipzig 1736.
- Dissertatio de Utilitate Jurispr. Rom. ad alias artes et sententias. Leiden 1718.
- Enarratio partis I Digestorum constat Disputationibus Franequerae quondam ventilatis, hic vero auctis et expolitis. Accedit Diss. ad l. I ult. ff. de Quaestionibus. Leiden 1720.
- Dissertatio de angusta hominis innocentia ad legem boni. Leiden 1730.
- Thesium Controversarum inxta seriem Digestorum, Decades C. quae disputatae olim Franequerae. Accedit Exercitatio ac Valerii Maximi L. VII. C. 7 de Testamentis rescissis, quae inserta quaque editioni huius Auctoris, Abr. Torrenii. Et Vitriarii Orat. funeb. Leiden 1738.
- In 1778 werden twee afdrukken van het romeinsche wetboek (Corpus Juris) door Schulting gebruikt, van de erven van den Hoogleeraar Rucker, in wiens bezit zij tot dusverre geweest waren, voor eene som van f 2000 door curatoren der Leidsche hoogeschool gekocht. Deze zijn door den hoogleeraar Smallenburg, met zijn eigene aanmerkingen in het licht gegeven onder den titel van Ant. Schultingii Notae ad Digesta seu Pandectas. Ed. atque Animadversiones suas adiecit N. Smallenburg. Leiden 1804–1820